# Розовка (Минская область)
Ро́зовка (бел. Ро́заўка) — деревня в составе Дзержинского сельсовета Дзержинского района Минской области Беларуси. Деревня расположена в 10 километрах от Дзержинска, 35 километрах от Минска и 11 километрах от железнодорожной станции Койданово.

## История
Известна с конца XVIII столетия, как деревня Приступовщина в Минском повете Минского воеводства, шляхетская собственность. В 1800 году насчитывалось 8 дворов, проживали 60 жителей, принадлежало минскому земскому судье К. Костровицкому. 
В середине XIX века находилась в составе поместья Большие Новосёлки, собственность Здяхневских. В 1870 году в деревне насчитывалось 55 жителей мужского пола. В конце XIX—начале XX века входила в состав Койдановской волости Минского уезда Минской губернии. В 1917 году насчитывается 33 двора, 270 жителей. 9 марта 1918 года в составе провозглашённой Белорусской Народной Республики, однако фактически находилась под контролем германской администрации. С 1 января 1919 года в составе Советской Социалистической Республики Белоруссия, а с 27 февраля того же года в составе Литовско-Белорусской ССР, летом 1919 года деревня была занята польскими войсками, после подписания рижского мира — в составе Белорусской ССР. С 20 августа 1924 года в составе Старинковского сельсовета Койдановского района Минской округа. 29 июля 1932 года Койдановский район был переименован в Дзержинский. С 23 марта 1932 года в составе Новосёлковского сельсовета, с 31 июля 1937 года в составе Минского, с 4 февраля 1939 года вновь в составе Дзержинского района, с 20 февраля 1938 года в Минской области. В 1926 году по данным первой всесоюзной переписи, в Приступовщине проживали 222 жителя, насчитывался 41 двор. В годы коллективизации организован колхоз. 
В Великую Отечественную войну с 28 июля 1941 года до 7 июля 1944 года посёлок был оккупирован немецко-фашистскими захватчиками. На фронтах войны погибли 11 жителей деревни. После войны в деревне был восстановлен колхоз, 16 июля 1954 года деревня была передана из состава упразднённого Новосёлковского сельсовета в состав Дзержинского сельсовета. В 1960 году в Розовке проживали 227 жителей, деревня вошла в состав колхоза «Чирвонная Зорька» (центр — д. Большие Новосёлки). 30 июля 1964 года деревня Приступовщина была переименована в Розовку, примерно в то же время в состав деревни была присоединена соседняя деревня Чапля. В 1991 году в деревне проживали 80 жителей, насчитывалось 36 дворов. По состоянию на 2009 год в составе СПК «Крутогорье-Петковичи», действует продуктовый магазин.

## Население
| Численность населения (по годам) | Численность населения (по годам) | Численность населения (по годам) | Численность населения (по годам) | Численность населения (по годам) | Численность населения (по годам) | Численность населения (по годам) | Численность населения (по годам) |
| 1800                             | 1870                             | 1909                             | 1917                             | 1926                             | 1960                             | 1991                             | 1999                             |
| -------------------------------- | -------------------------------- | -------------------------------- | -------------------------------- | -------------------------------- | -------------------------------- | -------------------------------- | -------------------------------- |
| 60                               | ↘ 55                             | ↗ 281                            | ↘ 270                            | ↘ 222                            | ↗ 227                            | ↘ 80                             | ↘ 40                             |
| 2004                             | 2010                             | 2017                             | 2018                             | 2020                             | 2022                             |                                  |                                  |
| ↘ 32                             | ↘ 22                             | ↘ 26                             | ↘ 21                             | → 21                             | ↗ 27                             |                                  |                                  |

## Достопримечательности
- Могила Антона Антоновича Крыловича на сельском кладбище. Партизан А.А. Крылович погиб в ноябре 1942 года в бою против немецко-фашистских захватчиков, в 1967 году на месте захоронения был установлен обелиск[8].